# Syllepte haryolalis
Syllepte haryolalis là một loài bướm đêm trong họ Crambidae.